# Jean-Philippe Morin (auteur)
Pour les articles homonymes, voir Jean-Philippe Morin et Morin.
Jean-Philippe Morin, alias Gyzmo, est un dessinateur et coloriste canadien de bande dessinée né en 1969.

## Biographie
Jean-Philippe Morin est révélé au Canada en remportant le prix de l’Espoir Québécois du Festival de la bande dessinée francophone de Québec. Après avoir travaillé pour le magazine québécois Safarir puis dans le dessin animé, il prend le pseudonyme de Gyzmo pour ses premiers albums, les premiers tomes de la série Big Love, à partir de 2003 puis il colorise des séries humoristiques. À partir de 2014, il crée la série jeunesse AST – L’Apprenti Seigneur des Ténèbres, scénarisé par Ced, aux éditions Sarbacane.

## Publications
- Docteur Big Love, dessin (sous le pseudo de Gyzmo), scénario de Jacky Goupil et Sylvia Douyé, Vents d'Ouest
  1. À votre service sept jours sur sexe (2003)[2]
  2. Assurance tout X (2004)[3]

- Le guide de la sexualité du docteur Big Love, dessin (sous le pseudo de Gyzmo), scénario de Jacky Goupil et Sylvia Douyé, Vents d'Ouest (2006)[4]

- Le Guide des Fantasmes du docteur Big Love, dessin (sous le pseudo de Gyzmo) avec Javier Montes, scénario de Jacky Goupil et Sylvia Douyé, Vents d'Ouest (2008)[5]

- Biozone - Biodôme (couleurs)[6], dessin de Yohann Morin, scénario de Frédéric Antoine, éditions Boomerang, 5 albums de 2011 à 2016

- Un moment d'impatience !, participation : dessin et couleurs, éditions Les Impatients, 2014 (ouvrage collectif au profit d'un organisme)[7]

- A.S.T. (Apprenti Seigneur des Ténèbres), dessin et couleurs, avec Ced (scénario), Sarbacane
  1. L'Apprenti Seigneur des Ténèbres, 2014[8]
  2. Encore plus méchant !, 2015
  3. Bas les masques !, 2016[9]
  4. Le Feu aux trousses !, 2017
  5. Aventures baveuses, 2018[10]